# ヤマトキソウ
ヤマトキソウ（山朱鷺草、学名：Pogonia minor ）は、ラン科トキソウ属の地生の多年草 。

## 特徴
地下に細い根茎があり、横にはって地上茎を出す。茎は直立して細く、高さは10-20cmになる。葉は茎の中央部に1個つき、葉身は長楕円形で、やや厚く肉質になり、長さ3-7cm、幅4-12mmになり、基部は狭まって茎に沿って流れる。花下に葉状の苞があり、葉と同型で小型であるため、一見して2葉があるように見える。
花期は6-8月。茎先に1個の淡紅色の花をつける。花は上を向いてつくが、ほとんど開かない。萼片は線状披針形で先端はとがり、長さは12mmになる。側花弁は萼片と同じ長さであるが幅はやや広い。萼片、側花弁とも黄色を帯びた淡紅色で、基部は濃紅色になる。唇弁は長楕円形で、萼片や側花弁よりやや短く、色は紅色を帯びた白色。唇弁の先は3裂して2個の側裂片は小型、中央裂片には内面に肉質の線状突起が密生し、暗紅紫色の斑紋がある。
似た種に、同属のトキソウ、ミヤマトキソウがある。

## 分布と生育環境
日本では、北海道、本州、四国、九州に分布し、山地や丘陵の日当たりのよいやや湿った草地に生育する。国外では、朝鮮半島、中国大陸、台湾に分布する。

## 名前の由来
和名のヤマトキソウは、山朱鷺草の意で、山地に生育するトキソウ（朱鷺草）の意味。

## ギャラリー
- 花は上向きにつき、ほとんど開かない。

## 下位分類
- シロバナヤマトキソウ Pogonia minor (Makino) Makino f. pallescens (Nakai) Okuyama[7] – ヤマトキソウの白花品種。